# Conflit du Haut-Karabagh
Batailles
- Guerre de 1988-1994
- Affrontements de Mardakert de 2008
- Affrontements de 2010
- Affrontements de Mardakert de 2010
- Affrontements de 2012
- Affrontements de 2014
- Destruction d'un hélicoptère en 2014
- Guerre d'Avril
- Affrontements de 2018
- Affrontements de juillet 2020
- Guerre de 2020
- Opération Farukh
- Guerre de 2023

Le conflit du Haut-Karabagh est, dans le contexte des conflits post-soviétiques, une série d'affrontements entre l'Arménie, l'Azerbaïdjan et l'enclave arménienne du Haut-Karabagh, faisant suite au cessez-le-feu en vigueur depuis la fin de la première guerre du Haut-Karabagh, en mai 1994. Depuis, les tensions ont persisté entre les deux pays, jusqu'à l'invasion azerbaïdjanaise en 2023, et l'exode forcé de la totalité de sa population vers l'Arménie voisine.

## Guerre de 2023
L'Azerbaïdjan lance un assaut contre le Haut-Karabagh le 19 septembre 2023. Au bout de vingt-quatre heures, les séparatistes arméniens annoncent déposer les armes. Un cessez-le-feu suit peu après et des négociations sont programmées pour l'intégration des territoires et le désarmement des séparatistes. La victoire militaire de l'Azerbaïdjan entraîne l'exode de 100 000 Arméniens, représentant 80 % de la population.

## Accord de paix
En mars 2025, les négociations sur un accord de paix aboutissent à un texte commun entre les deux pays, cependant cet accord demande la modification de la constitution de l'Arménie.
Un accord de paix fut signé le 08 août 2025 à Washington lors d'une réunion tripartite entre le Premier ministre Arménien Nikol Pashinyan, le Président Azerbaïdjanais Ilham Aliyev ainsi que le Président Américain Donald Trump.

## Chronologie des accrochages

### 2008
Le 5 mars 2008, la violence la plus significative du cessez-le-feu a lieu avec la mort de huit à seize soldats. De plus, l'usage d'artillerie démarque ces incidents des escarmouches précédentes lors desquelles seules des armes légères ont été utilisées,.

### 2010
Le 8 février, selon l'Azerbaïdjan, les Arméniens ouvrent le feu à 13 heures depuis Talish sur les positions azerbaïdjanaises de Tap Qaraqoyunlu (en). À 15 heures, les Arméniens ouvrent le feu depuis le rayon d'Agdam. Ces accrochages qui durent jusqu'au soir tuent trois soldats azerbaïdjanais selon les autorités, qui annoncent avoir tué au moins trois soldats arméniens, ce que l'Arménie dément officiellement,.

### 2012
Selon les médias arméniens, dans la nuit du 3 au 4 juin 2012, des soldats azerbaïdjanais auraient tenté une incursion dans le nord-est du pays, près des villages de Berdavan et Chinari. Trois soldats arméniens auraient été tués et cinq autres blessés. L'Azerbaïdjan dénonce une manœuvre de diversion arménienne responsable de l'accrochage. Le lendemain, les combats se poursuivent, l'Azerbaïdjan accusant une incursion arménienne, et annonçant la mort de cinq soldats azerbaïdjanais.
Les accrochages persistent pendant le mois de juin. Selon certaines sources arméniennes, entre 50 et 100 soldats azerbaïdjanais ont été tués à la suite de ces combats depuis le premier accrochage, contre quatre soldats arméniens,. L'Azerbaïdjan annonce lui la mort de 40 soldats arméniens contre cinq des siens pour la même période.

### 2014
À la suite du conflit en cours en Ukraine, les incidents graves se multiplient à partir de juillet 2014 sur la ligne de cessez-le-feu, provoquant des dizaines de victimes dans les deux camps.

### 2016
Des affrontements éclatent la nuit du 1er au 2 avril 2016, et se poursuivent les jours suivants. Ces affrontements sont les plus meurtriers depuis le cessez-le-feu conclu de 1994. Ils sont également appelés « guerre des quatre jours ».

### 2020
En 2020, une série d'affrontements d'artillerie à lieu en juillet 2020, ainsi que des affrontements directs dégénérant dans une guerre en septembre 2020, se soldant par un cessez-le-feu le 10 novembre 2020 considéré comme une capitulation de l'Arménie par l'Azerbaïdjan.

### 2021
En novembre 2021, de fortes tensions aboutissent à des affrontements dont des tirs d'artillerie dans la région de Siounik.

### 2022-2023
En décembre 2022, l'Azerbaïdjan met en place un blocus complet du Haut-Karabagh. Puis, le 19 septembre 2023, les forces armées de l'Azerbaïdjan envahissent l'enclave,. Au terme de vingt-quatre heures de combats, les soldats de la république du Haut-Karabagh (Artsakh) déposent les armes. Un cessez-le-feu ainsi qu'une trêve sont décrétés au début de la journée du 20 septembre à la suite de la médiation des forces de maintien de la paix russes présentes sur place. Des négociations se tiennent à partir du 21 septembre. Le 28, Samvel Chakhramanian, président de la république du Haut-Karabagh, annonce la dissolution par décret de celle-ci — effective au 1er janvier 2024 — sur fond d'exode forcé de la totalité de la population vers l'Arménie voisine.
Le 8 août 2025, sous l'égide de l'administration Trump, les présidents des deux pays signent à la Maison-Blanche une déclaration commune qui acte la fin du conflit.